# راسيل برايس
راسيل برايس (بالإنجليزية: Russell Brice)‏ هو متسلق الجبال نيوزلندي، ولد في 3 يوليو 1952 في كرايستشرش في نيوزيلندا.

## وصلات خارجية
- راسيل برايس على موقع IMDb (الإنجليزية)